# Ljubomir Vranjes
Ljubomir "Ljubo" Vranjes (serbiska: Љубомир Врањеш), född 3 oktober 1973 i Göteborg, är en svensk handbollstränare och tidigare handbollsspelare (mittnia/vänsternia) med serbiskt påbrå. Han gör sedan 2023 sin andra sejour som sportchef i SG Flensburg-Handewitt.
Som handbollsspelare utmärkte sig Vranjes som blott 1,66 meter lång men trots detta ändå niometersspelare (främst mittnia). Som spelare vann han fem SM-guld (1993, 1995, 1996, 1997 och 1998) med Redbergslids IK under 1990-talet innan han blev proffs i först Spanien och sedan Tyskland. Samtidigt var han med under senare delen av Sveriges landslags "guldålder" och vann ett VM-guld (1999), två VM-silver (1997 och 2001), tre EM-guld (1998, 2000 och 2002) samt ett OS-silver (2000).
Han avslutade sin spelarkarriär efter säsongen 2008/2009 i SG Flensburg-Handewitt i tyska Handball-Bundesliga och blev sedan sportchef för samma klubb. Från november 2010 fram till sommaren 2017 var han även lagets huvudtränare och som sådan förde han laget till seger i Champions League säsongen 2013/14.
Vranjes verkade därefter som tränare för Telekom Veszprém och IFK Kristianstad och som förbundskapten för Ungerns landslag innan han tog över Sloveniens landslag 2019. Kontraktet med Sloveniens landslag avbröts 2022, och strax därefter presenterades han som huvudtränare för Rhein-Neckar Löwen för resten av säsongen. Från 2022 var han huvudtränare i franska USAM Nîmes. Sommaren 2023 lämnade han posten som huvudtränare i franska Nîmes och blev istället sportchef i SG Flensburg-Handewitt – klubben han tidigare både tränat och spelat för.

## Karriär

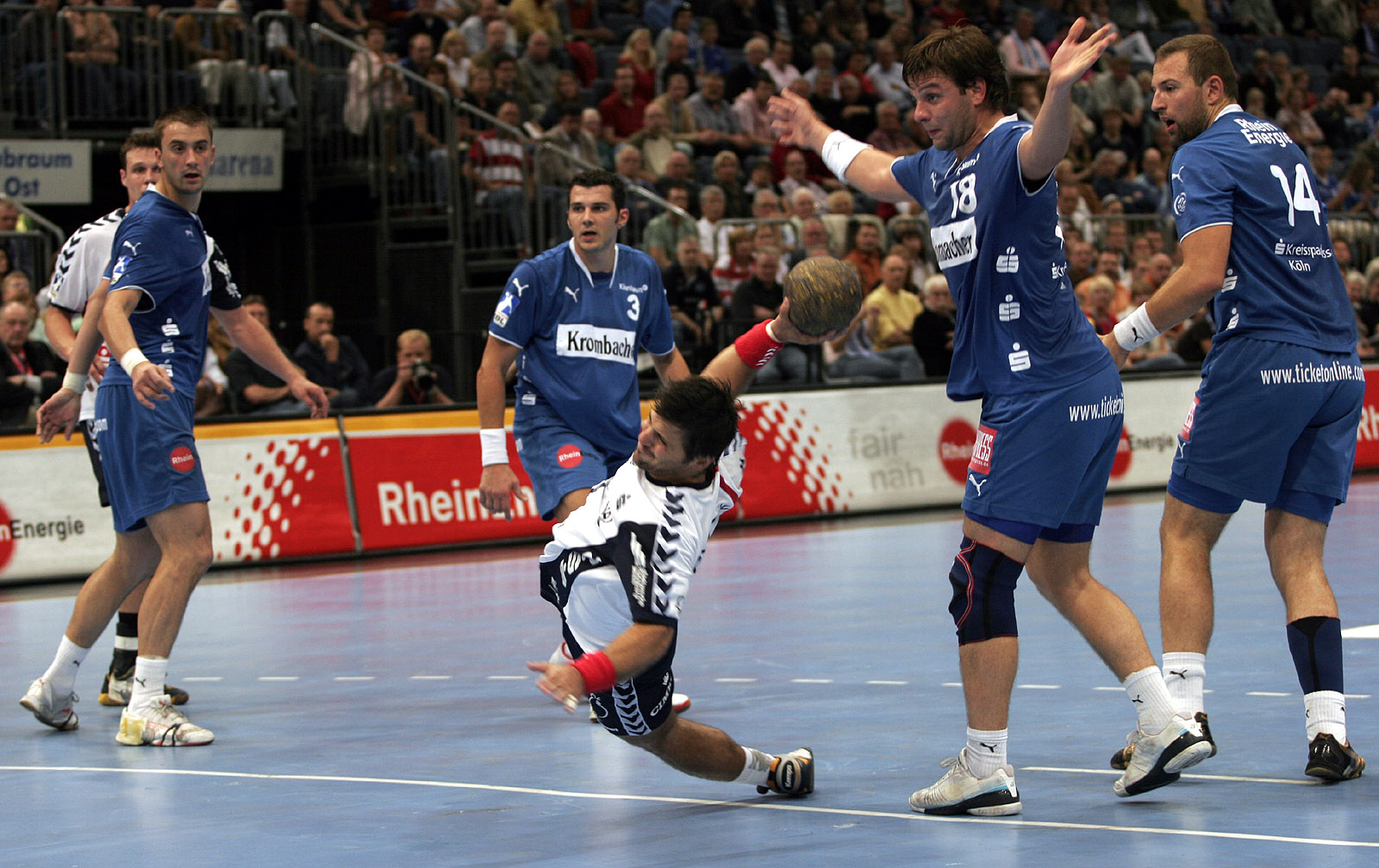
Vranjes med SG Flensburg-Handewitt, mot VfL Gummersbach, 2007.

Vranjes började spela handboll som femåring i Kortedala IF där han spelade fram till 1989 då han bytte klubb till Redbergslids IK. Han debuterade i elitserien 1991. Med RIK vann han sedan SM-guld 1993, 1995, 1996, 1997 och 1998. 1999 blev han utsedd till Årets handbollsspelare i Sverige. Samma år flyttade han till BM Granollers i spanska ligan. 2001 bytte han klubb till HSG Nordhorn. Han spelade där fram till 2006 och gick därefter till sin sista klubb som spelare, SG Flensburg-Handewitt.
I landslaget debuterade Vranjes 1996 mot Japan. Han gjorde sammanlagt 164 landskamper och 451 mål. Han var bland annat med i laget som tog VM-guld 1999 och i silverlaget vid OS 2000.
Vranjes är kort för att vara handbollsspelare, endast 166 cm, vilket ledde till att han bland annat skämtsamt kallades "den flygande köttbullen", myntat av en norsk TV-kommentator under handbolls-VM 1999. Vranjes tog själv lätt på benämningen och pekade på att uttalandet även hänvisade till "Sverige och köttbullar".
Vranjes avslutade sin spelarkarriär efter säsongen 2008/09 i SG Flensburg-Handewitt i tyska Handball-Bundesliga.
Vranjes skrev i slutet av november 2008 på ett treårskontrakt som tränare för IFK Skövde med tänkt start 1 juni 2009. Detta kontrakt verkställdes däremot aldrig då Vranjes fick förfrågan och tackade ja till att bli sportchef för SG Flensburg-Handewitt. I november 2010 ersatte han Per Carlén som klubbens huvudtränare, en post han sedan innehade fram till sommaren 2017.
I maj 2013 meddelade det serbiska handbollsförbundet att Vranjes kontrakterats som tillfällig förbundskapten för det serbiska landslaget under kvalificeringsmatcherna mot Ryssland och Bosnien-Hercegovina. Serbien vann båda matcherna och tog sig vidare till EM i Danmark 2014.
I juni 2014 blev Vranjes den första svenska tränaren att vinna EHF Champions League, med SG Flensburg-Handewitt.
Sommaren 2017 tog Vranjes över som huvudtränare för ungerska topplaget Telekom Veszprém och förbundskapten för Ungerns landslag. Han avskedades från Telekom Veszprém i oktober 2018, efter svaga resultat trots ett stjärnspäckat lag och många kostsamma nyförvärv. Några dagar senare blev det offentligt att Vranjes även avskedades som förbundskapten för Ungerns landslag.
I januari 2019 presenterades på en presskonferens i Kristianstad Arena att Vranjes från mars 2019 skulle ta över som ny tränare i IFK Kristianstad efter Ola Lindgren som redan lämnat klubben med omedelbar verkan. Ljubomir skrev på ett treårskontrakt med IFK Kristianstad som skulle gälla till 2022, men slutade på egen begäran redan 2020.
2019 tog han över som förbundskapten för Sloveniens landslag. Han hade kontrakt fram till 2024, men efter att Slovenien åkt ut redan i gruppspelet i EM 2022, avslutades kontraktet i förtid. Samma dag, 19 januari, presenterades han av Rhein-Neckar Löwen som huvudtränare för resten av säsongen. I juni 2022 presenterades han av franska USAM Nîmes som huvudtränare inför säsongen 2022/23.
Sommaren 2023 blev han sportchef i SG Flensburg-Handewitt.

## Meriter

### Som spelare

#### Med landslaget
- VM 1997 i Japan:  Silver
- EM 1998 i Italien:  Guld
- VM 1999 i Egypten:  Guld
- EM 2000 i Kroatien:  Guld
- OS 2000 i Sydney:  Silver
- VM 2001 i Frankrike:  Silver
- EM 2002 i Sverige:  Guld
- VM 2003 i Portugal: 13:e
- VM 2005 i Tunisien: 11:a

#### Med klubblag
- Sverige: Fem SM-guld (1993, 1995, 1996, 1997 och 1998) med Redbergslids IK
- Tyskland: Två Bundesliga-silver (2002 med HSG Nordhorn och 2008 med SG Flensburg Handewitt) | Champions League-silver med SG Flensburg Handewitt 2007

### Som tränare
- Champions League-mästare 2014 med SG Flensburg-Handewitt
- Cupvinnarcupmästare 2012 med SG Flensburg-Handewitt
- Tysk supercupmästare 2013 med SG Flensburg-Handewitt
- IHF:s pris Årets tränare 2014
- Tysk cupmästare 2015 med SG Flensburg-Handewitt (Finalist sju år i rad)
- Bundesliga silver 2012, 2013, 2016, 2017
- Bundesliga brons 2014 och 2015
- Ungersk cupmästare 2018
- Ungerskt Ligasilver 2018
- Svenskt ligasilver 2020

## Privatliv
Ljubomir Vranjes är gift och har tillsammans med hustrun en sommarstuga i Fiskebäck i Lysekil. Vranjes har en stor passion för foto.